# Bory Zsolt
Bory Zsolt (Nagykálló, 1921. szeptember 15. – Nyíregyháza, 1984. május 2.) magyar könyvtáros, költő és tanár.

## Élete
Bory Zsolt 1939-ben érettségizett a nyíregyházi evangélikus gimnáziumban, ekkor jelent meg első verseskötete. A sárospataki Református Akadémián szerzett pedagógiai oklevelet, majd Nyírpazonyban tanított. 1961–1982 között könyvtárosként is tevékenykedett Nyíregyházán, ahol a kulturális élet jelentős alakja volt. Lánya posztumusz, korábban kiadatlan verseket publikált 2003-ban.

## Válogatott munkái
- Székerek a ködben (debütáló verseskötet, 1939)
- Kelet felől (Fiatal szabolcs-szatmári írók antológiája, Szerk. 1974)
- Mélyhegedű (válogatott versek, 1975)
- Négyszemközt (kiadatlan versek, 2003)

## Fordítás
- Ez a szócikk részben vagy egészben  a   Zsolt Bory című eszperantó Wikipédia-szócikk fordításán alapul.  Az eredeti cikk szerkesztőit annak laptörténete sorolja fel. Ez a jelzés csupán a megfogalmazás eredetét és a szerzői jogokat jelzi, nem szolgál a cikkben szereplő információk forrásmegjelöléseként.